# Nanosiren
Nanosiren is een geslacht van uitgestorven doejongachtigen, dat leefde in warme ondiepe zeeën in wat nu Venezuela is, ongeveer 11.61-3.6 miljoen jaar geleden. De soort is opgenomen in de Paleobiology Database, gefinancierd door de Australian Research Council. Dit geslacht leefde in het Mioceen en Vroeg-Plioceen in de Caribische Zee.
In hun boek Ecology and Conservation of the Sirenia: Dugongs and Manatees, beschrijven de auteurs Helena Marsh, Thomas J. O'Shea en John E. Reynolds III de evolutie van Nanosiren garciae uit de Crenatosiren-lijn, en stellen dat hun kleine formaat het mogelijk maakte dat ze toegang kregen tot zeer ondiep water dat niet toegankelijk was voor grotere zeezoogdieren.

## Beschrijving
Nanosiren werd in 2008 benoemd op basis van fossielen uit de Bone Valleyformatie bij Tampa (Florida). Het is de kleinste bekende post-Eocene zeekoe, met een lichaamslengte van ongeveer 2 meter en een gewicht van ongeveer 150 kilogram. Pasgeboren Nanosiren wogen misschien maar 6,8 kilogram. Zijn kleine formaat gaf aanleiding tot de naam van zijn geslacht Nanosiren, van het Grieks voor 'dwergsirene'. Deze zoogdieren hadden kleine, kegelvormige slagtanden, wat erop wijst dat ze in ondieper water foerageerden dan hun doejongverwanten, zoals Dioplotherium en Metaxytherium. Nanosiren voedden zich waarschijnlijk met kleinere zeegrassen in de buurt van kustlijnen. Ze floreerden ongeveer 5 miljoen jaar geleden tijdens het Hemphillian.
Een kaart van locaties waar fossielen van Nanosiren garciae zijn gevonden, variërend van Chili en Peru in Zuid-Amerika tot de Verenigde Staten, is te vinden op de Global Biodiversity Information Facility.
De soort werd in 2008 beschreven en benoemd door Daryl P. Domning van de Howard University en Orangel A. Aguilera van de Universidad Nacional Experimental Francisco de Miranda, Venezuela, samen met een tweede aannemelijke soort Nanosiren sanchezi. De naam werd gekozen om de beroemde paleontoloog Frank A. Garcia uit Florida te herdenken, die veel fossiele exemplaren van het uitgestorven zoogdier vond in de Bone Valley fosfaatmijnen in Centraal Florida.

## Taxonomie
Nanosiren garciae werd benoemd door Domning en Aguilera (2008). De naam werd toegeschreven aan Domning, niet aan Domning en Aguilera. Ze werd door Domning en Aguilera (2008) toegewezen aan Dugonginae.

## Soorten
Het geslacht Nanosiren omvat twee beschreven soorten:
- Nanosiren garciae: de typesoort leefde tijdens het Zanclien (5,3 tot 3,6 miljoen jaar geleden) met fossiele vondsten in Florida en het Mexicaanse schiereiland Yucatán.
- Nanosiren sanchezi: deze soort leefde tijdens het Laat-Mioceen. Fossielen van Nanosiren sanchezi zijn gevonden in de Urumaco-formatie in Venezuela.

Daarnaast zijn in de Culebra-formatie in Panama ribfragmenten van Nanosiren gevonden.